# Хачилаев, Адам Мугадович
Ада́м Муга́дович Хачила́ев (12 февраля 1966, Кума, Лакский район, Дагестанская АССР, РСФСР, СССР — 1993, Махачкала, Дагестан, Россия) — один из 4-х братьев Хачилаевых, чемпион СССР 1991 года по карате в категории до 75 килограмм. Чемпион России 1991 и 1992 года. 

## Биография
Родился 12 февраля 1966 в горном ауле Кума Лакского района Дагестана, лакец. Отец — пастух, мать — домохозяйка. В семье было шестеро детей: четверо братьев (Адам, Магомед, Надиршах, Джабраил) и две сестры. Отец был членом КПСС и одновременно верующим мусульманином. Дед по материнской линии и двое братьев матери погибли в годы сталинских репрессий.
В 1993 году когда он возвращался в Махачкалу из пригорода его джип был обстрелян из автоматов. От полученных ранений Хачилаев скончался на месте. Менее чем через сутки кто-то расправился с родственниками девушки, жителями селения Пятилетка Хасавюртовского района отцом и сыном Миндулаевыми, которые его убили из-за изнасилованной дочери и жены, по другой версии из-за бытового конфликта.

## Память
В память о нём брат Надир назвал яхту, которую построили в 1994 году в Санкт-Петербурге.
В 90-х годах (с 1994 по 1998 годы) очень популярен был турнир по карате-до памяти Адама Хачилаева, который проводился в Махачкале.